# Амелькина, Галина Васильевна
Галина Васильевна Амелькина (Анисимова) (22 мая 1954, Берлин, ГДР – 20 февраля 2014) — советский космонавт. Кандидат медицинских наук. Опыта космических полётов не имела.

## Биография
Окончила 10 классов средней школы. В 1978 году Галина окончила ММСИ имени Н. А. Семашко. Квалификация — врач—стоматолог. В 1978—1980 годах училась в ординатуре 2-го Московского медицинского института. В 1983—1987 годах была аспирантом ММСИ.
С 1981 по 1983 год Амелькина работала в ИМБП (она уволилась в связи с поступлением в аспирантуру), с 1987 года по настоящее время работает на кафедре ортопедической стоматологии Московского медицинского стоматологического института имени Н. А. Семашко. С августа 1999 года институт называется Московский государственный медико-стоматологический университет — МГМСУ.
31 октября 1979 года получила допуск ГМК к специальным тренировкам. С декабря 1979 по июнь 1980 года прошла техническую подготовку в НПО «Энергия». 30 июля 1980 года решением ГМВК отобрана в отряд космонавтов ИМБП (женский набор). 5 августа 1980 года приказом министра здравоохранения СССР зачислена в отряд космонавтов ИМБП. С 5 октября 1981 года стала космонавтом-исследователем ИМБП. В мае 1983 года отчислена из отряда космонавтов по состоянию здоровья.
Похоронена как Анисимова Галина Васильевна на кладбище деревни Соколова Пустынь (Московская область, городской округ Ступино).